# 銀河旋風ブライガー
| J9シリーズ | J9シリーズ           | J9シリーズ             |
| 通番       | 題名                 | 放映期間               |
| ---------- | -------------------- | ---------------------- |
| 第1作      | 銀河旋風ブライガー   | 1981年10月 - 1982年6月 |
| 第2作      | 銀河烈風バクシンガー | 1982年7月 - 1983年3月  |
| 第3作      | 銀河疾風サスライガー | 1983年4月 - 1984年1月  |

『銀河旋風ブライガー』（ぎんがせんぷうブライガー）は、1981年10月6日から1982年6月29日までテレビ東京で放送された、国際映画社製作のロボットアニメ。

## 作品解説
「J9シリーズ」3部作の第1作。スタッフは『サンセット77』や『サーフサイド6』といった1950年代のアメリカの若者向け探偵ドラマの軽妙なセンスを強く意識して制作したという。時代劇風の都都逸チックなナレーションなど和風の要素と始末屋稼業の組み合わせから、当時からアニメ誌などでは「SFアニメ版・必殺シリーズ」などと書かれることが多かった。
本作の特徴として、女性ファンが多いことがあげられる。一説によるとファンの9割が女性だったとされている。
J9のキャラクターデザイン上のモチーフは『ルパン三世』である。キッドはルパン三世、ボゥイーは次元大介、アイザックは石川五ェ門（十三代目）、お町は峰不二子を参考にデザインされている。これは放送当時の『アニメージュ』の特集記事で明らかになっており、記事は初期デザインとともにキャラデザインを担当した小松原一男のコメントを掲載していた。J9のキャラクター4名はストーリー上、ほぼ同格の位置付けであり、一種の群像劇であったと言える。この点は続くシリーズ2作も同様の流れにある。
監督の四辻たかお曰く、「ロボットが出ない代わりに初めから終わりまで ロックが流れ続ける（LPレコード1枚分のロックを聞いた気分になれる）アニメを作りたいと言ったところ、OKが出た」とのことである。四辻は友人の山本正之にBGMと挿入歌の制作を依頼したところ、音響面で人気を博し、J9シリーズが後世まで根強い人気を持つ様になる要因の一つとなった。
最終回間際にアニメ専門誌でスタッフの「映画化も考えている」旨の発言があったが、それ以上の話の進展はなかった。
2016年にAniChanで第1話が公式配信された。
アイキャッチは第1話時点では未完成で、バックは水色の単色でジングルスキャット以外の音声もなかった。第2回以降はピックを放る時の音が入り、第5話まではバックの効果部分が完成し、第8話から効果音が入った完成版が用いられている。

## あらすじ
時は西暦2111年。人類は本格的な宇宙進出を遂げ、一見華やかな宇宙開発時代を迎えていた。しかし、惑星開発利権や腐敗した権力と結びついた巨大な犯罪組織が台頭、これら「コネクション」と総称される犯罪組織によって、力弱き人々は蹂躙されていた。
そんなある日、隕石群アステロイドベルトの歓楽街・ウエストJ区9番地に4人の若者・かみそりアイザック、ブラスターキッド、飛ばし屋ボウィー、エンジェル・お町が集結。宇宙の始末屋「コズモレンジャーJ9」を結成する。J9は、巨大ロボット「ブライガー」を駆り、多額の報酬と引き換えに、のさばる悪を闇から闇へ葬り去ってゆく。
やがて彼らは、犯罪組織「ヌビア・コネクション」の若き首領カーメン・カーメンと、その恐るべき野望「大アトゥーム計画」と対峙することとなる。

## 登場人物

### コズモレンジャーJ9
木戸丈太郎（きど じょうたろう） / ブラスター・キッド
声 - 塩沢兼人
18歳。地球・日本に国籍をもつ生粋の日本人。
ブライガー変形時には頭部に移動し攻撃・防御を受け持つ。J9随一のスナイパー。
かつて地球正規軍の特殊部隊「レッドローズ」でエーススナイパーとして活躍していたが、軍上層部の腐敗に失望して脱走、アイザックの許に身を寄せる。ダブルネックエレキギターの名奏者。第21話に登場したギタリスト・ロニーとは無二の親友で、バンド"レイダース"の元メンバーでもあった。終盤、再婚した母親の結婚式に参列し祝福した。
マチコ・ヴァレンシア / エンジェルお町
声 - 麻上洋子
16歳。
ブライガー搭乗時は索敵・遊撃等を担当。ナイフ投げを得意とし、銃器・爆薬の扱いにも長けており「ボンバーギャル」の異名を持つ。敵基地の潜入任務の際に活躍。
木星開発局の長官でガリレオ・コネクションと通じていた父親に反抗。フリーの情報屋としてポンチョの動向を探っていた時に潜入した基地でJ9結成に居合わせ、そのまま居つく。
なお、第28話では子持ちとはいえ相思相愛の恋人とベッドシーンを演じたが、J9の一員であることを選んで相手とは別れた。第10話で別れた恋人を、第34話でカーメン暗殺に失敗した父親を失う。
トランプのポーカーが得意で、彼女が「いいこと」と言って誘うのはポーカーの意味である。
スティーブン・ボウィー / 飛ばし屋ボウィー
声 - 森功至
18歳。地球・サンブルックシティ出身。人種はアメリカ系らしい。
ブライサンダー、ブライスター、ブライガーの操縦担当。
太陽系最大のカーレース、ル・マン・デ・ソールの最多優勝記録を持つ凄腕レーサーで、その腕を見込まれてアイザックにスカウトされた。J9入りしてからも「表の稼業」としてフリーレーサーを続けており、土星カッシーニラリーでもその腕を披露している。
女性に甘く、美女と仲良くなったりして報酬なしでの仕事を持ちかける反面、政府要人のアイザックの伯父マルトフ伯爵の人類を救うための依頼は断ろうとするなど、かなりいい加減である。
ブライサンダーを「子猫ちゃん」と呼んでかわいがっている。
幼少時は孤児だった。第13話では彼の過去に絡んだ物語が繰り広げられる。
アイザック・ゴドノフ / かみそりアイザック
声 - 曽我部和行
20歳。
J9のリーダーで、ブライガー搭乗時はシステムチーフ担当。冷静で鋭い読みが高い信頼を得ており、その知性の冴えを例えて「かみそり」とあだ名される。電子鞭を自在に扱い、銃撃戦もお手の物。
地球の北ヨーロッパのロシア語圏出身と語られており、父親が無実の罪で獄死したのをきっかけに地球を捨て、アステロイドに移住した過去を持つ。第11話で過去の怨嗟に目がくらんで裏のカラクリを知りながら私怨を晴らそうとし、黒幕の筋書き通りに踊らされてしまう。かろうじて地下組織に抗争が起これば地球と太陽系に戦争が勃発する現実を突きつけられ、苦悩の果てに真に倒さなければならない相手は他にいることを悟り、復讐を捨て黒幕を討った。
見かけによらずアルコールに弱い。初期設定では内臓に放射線系の癌を患っており、余命幾許もない身であるという設定であった。
パンチョ・ポンチョ
声 - 八奈見乗児
闇の武器商人。アイザックに弱みを握られているらしく、J9結成後は依頼人とJ9を取り次ぐ役目をさせられている。交渉窓口の特権を利用して、依頼料を着服しようと画策するが、大概はアイザックに見抜かれてしまう。戦闘時はブライ・キャリアの操縦を務め、ブライ・カノンの運搬を担当していた。最終回、宇宙船に山ほどの財宝と美女2人と共にJ9を追いかけ、その挙げ句に小型宇宙艇で飛び出して必死に追いすがった。
後に巨万の富を築いたらしく、『バクシンガー』の時代には「ポンチョの隠し財産」が闇商人たちの間でまことしやかに語られていた。
メイ・リン・ホー
声 - 雨宮一美
J9で通信や料理を担当する少女。10歳。
かつて、水星で武器工場を見たために両親を殺され、宇宙を漂流していた所をアイザックに救われた過去を持つ。彼女の作る料理は、ポンチョはおいしそうに食べていたが、ボウィーやキッドを絶句させた。
シン・リン・ホー
声 - 頓宮恭子
メイの双子の弟。メイと共に宇宙を漂流中にアイザックに救われ、以後J9基地で彼のために働いている。ブライサンダーの整備は主に彼の仕事である。
- メイとシンは13話で親の敵討ちの為にJ9に随伴し、この時ブライスターには2席（アイザックの左右に各1席ずつ）追加されている。

ポヨン
声 - 鈴木富子
J9のマスコット的存在の小型の木星ベム。木星からの仕事帰りのブライスターに紛れ込んでそのままJ9基地に居ついてしまった。蝶ネクタイにスカートをはいた奇妙な姿をしている。「ポヨン」としか話せないためにこの名をつけられた。
人間の幼児と同等にいたずら好きで、第14話では交通信号機にいたずらして交通混乱をもたらした事がある。
「ベム」とは本来、SF作品に登場する昆虫の複眼のような目を持った宇宙生物の総称だが、この作品ではタコ型の宇宙生物の総称とされている。

### アステロイド
マカローネ・スパゲチーノ
声 - 柴田秀勝
アステロイドベルトウエストJ区担当の警察署長。アイザックが何やら画策しているのに目をつけて身辺を探っていた。第33話までにはJ9のことにも気づいていたらしい が、彼らの仕事は必要悪と考え、敢えて見逃していた。
ヌビアの煽動によってアウトローがJ区署を襲撃した時、自らの身を張ってJ区署を守って意地を見せた。キッドとお町の助力もあったが力尽きて殉職する。その意地と根性はキッドを感服させた。
グラターノ
声 - 龍田直樹
マカローネ署長の助手。いつもマカローネ署長に小突かれていたが、署長に気に入られており、養子にしようとさえ思われていた。J区署がヌビアの攻撃を受けて壊滅寸前の時、瀕死の重傷を負いながらもJ9基地にたどり着き、キッドとお町に救援を要請し、聞き届けられるとそのまま息を引き取った。

### コネクション
カーメン・カーメン
声 - 田中和実
アフリカを拠点とする犯罪組織ヌビア・コネクションの首領。先代亡き後、ライバルを次々と暗殺して首領の地位に就く。その後辣腕を振るい他のコネクションを次々と併合、最終的には太陽系を改造する「大アトゥーム計画」までを実行する。
大宇宙の声を聞けると自ら語るシャーマンでもあり、大アトゥーム計画は、その宗教的使命感の現れでもある。彼が首領に就任してからのヌビア・コネクションはカルト教団の様相すら呈した。
続編『銀河烈風バクシンガー』では、生まれ変わりと称するカーメン18世が、『銀河疾風サスライガー』ではカーメン25世が登場する。また『サスライガー』のI・C・ブルースは「尊敬する歴史上の人物」として彼を挙げていることから、続編の時代では犯罪者ではなく、新太陽系を作り出した偉人と評価されているようだ。

### その他
ラスプーチン
声 - 田中崇
海賊放送を営む人物。後半、カーメン・カーメンの戦闘部隊に対抗して貨物運送野郎を率いて激戦を繰り広げた。カーメンの「大アトゥーム計画」により太陽系はしばらく危険宙域となるため、外宇宙とのコンタクトを目的として片道燃料で太陽系を去った「フライバイ植民隊」によるバーナード星方面のコロニーに向かった。
アレクサンドル・マルトフ
伯爵家の当主。アイザックの母方の伯父。保護スクリーン作戦のため、アイザックらJ9に協力を要請する。
ドク・エドモン
声 - 雨森雅司
本名：エドモン・バチルス。アイザック曰く「通称・エドモンのおやじ」。
ブライガーをはじめJ9が操るすべてのメカの生みの親で、保有する特許は三桁に上る。シンクロン理論の発見者であり、地球政府の技術顧問も務める超天才。 ヌビアコネクションの大アトゥーム計画による太陽系破壊を防ぐため、保護スクリーン作戦を起案。コネクションに必死の反抗を繰り広げた他の科学者と協力してバリアーを成功させるが、爆発のあおりを受けて死亡。
大アトゥーム神
声 - 戸谷公次
大宇宙の声とされる存在。大アトゥーム計画をカーメンに啓示する。
ナレーター
声 - 柴田秀勝
オープニング冒頭のセリフ、次回予告、劇中の最後に流れる時代劇調のナレーションはこの作品の特徴のひとつである。担当した柴田は芥川隆行のナレーションを意識したという。

## メカニック
ブライガー
全長32.4メートル、重量315トンの巨大ロボット。
J9チームの乗るスーパーカー・ブライサンダーがシンクロン原理を応用した物質増大プラズマシステムによって変形・巨大化、宇宙船・ブライスターを経てブライガーに三段変形（ブライシンクロン）する。巨大化のタイムリミットは24時間。
主な武装は、小型戦闘車輌<<コズモワインダー>>がシンクロン変形した銃「ブライショットsp（スペシャル）」、巨大な槍「ブライスピア」、両刃でビーム放射も可能な剣「ブライ・ソード」、そして大口径エネルギー砲「ブライ・カノン」（初登場は第15話）が必殺技。
鼻から頬にかけてのヒゲのように見えるライン、機械然とした3本指のこぶし（第14話ではエネルギーを充填した状態にて攻撃する）が特徴的。ブライガー形態では頭部ブラスターピットにキッドが移動して武器の操作を担い、その他の操作は主としてボウイーが本体から操縦する。
第5話では背中から、飛行とは無関係の翼型の斬撃装備をせり出して攻撃をしている。
ブライサンダー
全長4.89メートル、重量1.535トン。変形システムの基本形となるスーパーカー。地面走行だけでなく簡単な飛行も可能。
平時はこの形態で物質増大プラズママシーン<<アストロ・アイガー>>に収納されている。
「ブライ・シンクロン・アルファ」で宇宙船・ブライスターへ変形する。変形後はそれぞれの座席の配置も変更される。
ブライスター
全長29.7メートル、重量315トン。変形過程の第2段階となる宇宙船。大気圏突入にも耐えられる仕様になっている。主操縦席はボウイーが担当し、その卓越した操縦技術に軽く反応する高性能機。機体下部にリフト式の出入口を持ち、コズモワインダー最大2機、その他直接の出入りにも用いる。第14話はポヨンがここから単身外に出て木星ベムを説得している。
「ブライ・シンクロン・マキシム」で最終形態である戦闘ロボ・ブライガーに変形する。
コズモワインダー
ブライスターに搭載される小型揚陸機。コズモバイクの一種で、前部に橇（スキッド）を一基、後部に三角形に配置された無限軌道を左右一対所有し、悪路の走破も可能。乗員は最高2名で、通常はキッドが乗る事が多い1号機と予備の2号機が存在する。
1号機は「ブライ・シンクロン・マキシム」後は手持ちの武装「ブライショットスペシャル」へと変形する。この時はブライソードと同じ胸部のシャッターから出現する。

## 用語
コズモレンジャー「J9」
悪に涙する弱者を救済すべく活動するが、あくまでも報酬を要求してボランティアは基本的にしない。ただし、個々のメンバーの個人的感情で基本方針を変更することは多々ある。カーメン・カーメンの「大アトゥーム計画」による木星爆破は阻止できなかったが、ヌビアを除く人類の破滅を阻止すべく展開した「保護スクリーン作戦」は成功するも太陽系は危険宙域と化したため、一足先にラスプーチンが向かったバーナード星方面の「フライバイ植民隊」のコロニーに去る。
シンクロン原理
この宇宙の質量やエネルギーを他の宇宙空間と融通しあうことによって、その投影像である物体の拡大・縮小を自由にするもの。作中では「多元宇宙論に質量保存の法則を適用したもの」と説明。ブライシンクロンでは原型の10倍に拡大する事になっている（第1話より）。なお、実際に既知宇宙でそれを行う場合、太陽並みのエネルギーが必要とされる。
ボール
劇中で使用される共通の通貨の単位。J9が依頼者から受け取る仕事の報酬は200万ボール - 数千万ボール程度。
コネクション
22世紀の宇宙の裏社会にのさばる犯罪組織。その勢力は政治の中枢まで及び、警察はごく一部を除いて骨抜きにされ、ほとんど機能することが出来なかった。ロシアやヨーロッパを基盤とする「ボルガ・コネクション」、中国などアジアを基盤とする「赤竜（レッドドラゴン）・コネクション」、南北アメリカ大陸を基盤とする「オメガ・コネクション」、アフリカ大陸を基盤とする「ヌビア・コネクション」の4つを地球の4大コネクションという。その他金星の「ビーナス・コネクション」、火星の「バイキング・コネクション」、木星の衛星を本拠とする「ガリレオ・コネクション」など多数のコネクションが存在し、人々の暮らしを脅かし続けていた。
もともとヌビア・コネクションは大手犯罪組織の一つでしかなかったが、前代表の死後にカーメン・カーメンが彗星のごとく現れ、瞬く間に全権力を掌握する。それからカーメンのカリスマ性の下、ヌビアは次第に宗教色を強めると共に、地球の他のコネクションの首領を暗殺し、その勢力は一国家を上回るほどとなった。終盤には「犯罪組織」というよりはむしろ、大アトゥーム神とカーメンを崇拝する「カルト宗教団体」のような存在となっていた。後の『銀河烈風バクシンガー』『銀河疾風サスライガー』の時代においては、犯罪組織としての「ヌビア・コネクション」ではなく、「ヌビア（教）」という宗教団体として存続している。
大アトゥーム計画
カーメン・カーメンが構想・実行した、木星を爆破解体しそれを資材として地球型惑星を数十個創造する計画。アトゥームとはエジプト神話の創造神アトゥムの名に由来する。
ただし木星はいわゆるガス惑星であり、地球型惑星の資材とするためには熱核融合によって水素を重金属に変える工程が必須である。しかしこの作業を遮蔽壁なしで行うと、この際に発する放射線などによって地球は死の惑星になることが避けられない。
カーメンはこれを利用、自分に従う「ヌビアの民」のみを安全な外宇宙に避難させ、それ以外の者が死に絶え太陽系が安全になってから、ヌビアだけの新天地を築こうと企んだ。その意味では選民主義的あるいは終末論的思想に基づくものといえる。
保護スクリーン作戦
J9たちが大アトゥーム計画阻止に失敗したため、せめてその放射線から地球を守ろうとドク・エドモンが発案した作戦。水星および木星や海王星の衛星を木星付近で爆破、木星軌道を取り囲むようにチューブ状の遮蔽壁を造り、外部への放射線を低減しようというもの。
一応は成功し地球は守られたものの、その実行のために多くの犠牲を払った。しかもアステロイドベルトなど木星近辺にある宇宙ステーションやドーム施設への被害、およびこの後の太陽系社会の混乱は避けられなかった。この時の混乱を鎮める際に主導的役割を果たしたのがゴーショ家とアーウィン家だった（『バクシンガー』より）。

## スタッフ
- 製作・企画 - 壺田重夫
- シリーズ構成 - 山本優
- 音楽 - 山本正之
- チーフディレクター - 四辻たかお
- キャラクターデザイン - 小松原一男
- メカニックデザイン - 樋口雄一
- オープニング・エンディング原画 - 金田伊功（クレジット表記無し）
- チーフデザイナー - 牧野光成
- プロデューサー - 壺田重夫、青木藤吉
- 製作担当 - 今野俊和
- 配役協力 - 青二プロ
- 編集 - 千蔵豊、田中修
- 録音 - 斉藤恒夫
- 音響効果 - 森賢一
- オーディオディレクター - 本田保則
- 製作業務 - 藤家和正、中出久美
- 製作事務 - 小田すみえ
- アニメーション制作 - 東映動画（現・東映アニメーション、クレジット表記無し）
- 制作 - 国際映画社

## 主題歌
※レーベルは全てキングレコード。
オープニングテーマ
「銀河旋風ブライガー」
作詞・作曲 - 山本正之 / 編曲 - 高田弘 / 歌 - たいらいさお / 台詞 - 柴田秀勝

エンディングテーマ
「さすらいキッド」
作詞 - 木久池勉 / 作曲 - 山本正之 / 編曲 - 高田弘 / 歌 - たいらいさお

挿入歌
「星影のララバイ」
作詞 - 山本優 / 作曲・編曲 - 山本正之 / 歌 - 山形ユキオ
第28話から第30話のTV放映時にはエンディングでレコードプレゼントの告知が行われ、この曲がエンディングテーマとして使用された。ビデオ、DVD等では「さすらいキッド」に差し替えられている。
「太陽の子ら」
作詞 - 山本優 / 作曲・編曲 - 山本正之 / 歌 - 山形ユキオ
「ABAYO FLY BYE」
作詞 - 山本優 / 作曲・編曲 - 山本正之 / 歌 - 山形ユキオ

イメージソング
「パラダイス・パラドックス」
作詞 - 山本優、四辻たかお / 作曲 - 山本正之 / 編曲 - 藤田大土 / 歌 - たいらいさお、結城梨沙
「DANCING LOVE TRECKER」
作詞 - 山本優 / 作曲 - 山本正之 / 編曲 - 藤田大土 / 歌 - 結城梨沙
「Souler Wings（銀河の熱き風よ！）」
作詞 - 山本優 / 作曲 - 山本正之 / 編曲 - 藤田大土 / 歌 - たいらいさお

## 各話リスト
| 話数   | 放送日         | サブタイトル               | 脚本              | 演出                | 作画監督 | 美術     |
| ------ | -------------- | -------------------------- | ----------------- | ------------------- | -------- | -------- |
| 第1話  | 1981年 10月6日 | 情無用のJ9                 | 山本優            | 四辻たかお 松浦錠平 | 山崎正美 | 下川忠海 |
| 第2話  | 10月13日       | 爆走アステロイド           | 山本優            | 明石正二 康村正一   | 菊池城二 | 下川忠海 |
| 第3話  | 10月20日       | 地獄のビーナス             | 山本優            | 松浦錠平            | 山崎正美 | 下川忠海 |
| 第4話  | 10月27日       | 無法のウエストJ区          | 富田祐弘          | 井内秀治 松浦錠平   | 山崎正美 | 下川忠海 |
| 第5話  | 11月3日        | 墓場からの依頼人           | 馬嶋満            | 高山秀樹 康村正一   | 塩沢洪世 | 下川忠海 |
| 第6話  | 11月10日       | 復讐の紅いバラ             | 山本優            | 康村正一 松浦錠平   | 山崎正美 | 高島平   |
| 第7話  | 11月17日       | 金星監獄大突破             | 山本優            | 松浦錠平            | 菊池城二 | 高島平   |
| 第8話  | 11月24日       | 月に涙の後始末             | 松崎健一          | 康村正一            | 塩沢洪世 | 下川忠海 |
| 第9話  | 12月1日        | 激走・土星ラリー           | 富田祐弘          | 高垣幸蔵 松浦錠平   | 大木雪享 | 高島平   |
| 第10話 | 12月8日        | 霧に消えた愛               | 馬嶋満            | 康村正一            | 塩沢洪世 | 下川忠海 |
| 第11話 | 12月15日       | 燃える大雪原               | 山本優            | 中野健治 松浦錠平   | 大木雪享 | 高島平   |
| 第12話 | 12月22日       | バルカンの双生児           | 松崎健一          | 松浦錠平            | 塩沢洪世 | 高島平   |
| 第13話 | 12月29日       | 黄金大作戦                 | 富田祐弘          | 康村正一 松浦錠平   | 菊池城二 | 高島平   |
| 第14話 | 1982年 1月5日  | 木星ベムの襲来!            | 馬嶋満            | 松浦錠平            | 大木雪享 | 高島平   |
| 第15話 | 1月12日        | シンクロン凶惑星           | 松崎健一          | 松浦錠平            | 大木雪享 | 高島平   |
| 第16話 | 1月19日        | 銀河の死美人               | 山本優            | 中野健治            | 塩沢洪世 | 下川忠海 |
| 第17話 | 1月26日        | 怒りのクーガ               | 金子修介          | 康村正一 松浦錠平   | 大木雪享 | 高島平   |
| 第18話 | 2月2日         | 星影の子守唄               | 山本優            | 中野健治 松浦錠平   | 塩沢洪世 | 高島平   |
| 第19話 | 2月9日         | 襲撃のメロディー           | 山本優            | 高垣幸蔵 松浦錠平   | 大木雪享 | 高島平   |
| 第20話 | 2月16日        | 甦った復讐鬼               | 馬嶋満            | 中野健治 松浦錠平   | 大木雪享 | 高島平   |
| 第21話 | 2月23日        | 誓いのWネック              | 四辻たかお        | 康村正一            | 塩沢洪世 | 下川忠海 |
| 第22話 | 3月2日         | 暗殺指令ヌビア             | 山本優            | 又野弘道 松浦錠平   | 大木雪享 | 高島平   |
| 第23話 | 3月9日         | ヌビアは笑う               | 山本優            | 中野健治 松浦錠平   | 塩沢洪世 | 高島平   |
| 第24話 | 3月16日        | 勝手にしやがれ             | 山本優            | 高垣幸蔵 松浦錠平   | 菊池城二 | 高島平   |
| 第25話 | 3月23日        | 天王星は死の匂い           | 松崎健一          | 康村正一            | 塩沢洪世 | 下川忠海 |
| 第26話 | 3月30日        | もいちどブルース           | 四辻たかお        | 小鹿英吉 松浦錠平   | 大木雪享 | 高島平   |
| 第27話 | 4月6日         | カルナバルの嵐（前編）     | 山本優            | 中野健治 松浦錠平   | 塩沢洪世 | 下川忠海 |
| 第28話 | 4月13日        | カルナバルの嵐（後編）     | 山本優            | 康村正一 松浦錠平   | 大木雪享 | 高島平   |
| 第29話 | 4月20日        | たそがれの挑戦者           | 山本優            | 又野弘道            | 塩沢洪世 | 下川忠海 |
| 第30話 | 4月27日        | 殺るのは奴らだ（前編）     | 山本優            | 中野健治 松浦錠平   | 菊池城二 | 高島平   |
| 第31話 | 5月4日         | 殺るのは奴らだ（後編）     | 山本優            | 高垣幸蔵 松浦錠平   | 大木雪享 | 高島平   |
| 第32話 | 5月11日        | 祈りの銀河                 | 金子修介          | 高垣幸蔵 松浦錠平   | 塩沢洪世 | 下川忠海 |
| 第33話 | 5月18日        | 金環食に別れ歌             | 四辻たかお 山本優 | 松浦錠平            | 大木雪享 | 高島平   |
| 第34話 | 5月25日        | その名はカーメン           | 山本優            | 高垣幸蔵            | 塩沢洪世 | 下川忠海 |
| 第35話 | 6月1日         | 水星大抗争（前編）         | 山本優            | 又野弘道 松浦錠平   | 菊池城二 | 高島平   |
| 第36話 | 6月8日         | 水星大抗争（後編）         | 山本優            | 池田裕之 松浦錠平   | 大木雪享 | 高島平   |
| 第37話 | 6月15日        | 木星破壊宣告（前編）       | 山本優            | 明石正二 松浦錠平   | 塩沢洪世 | 高島平   |
| 第38話 | 6月22日        | アステロイドの攻防（中編） | 山本優            | 高垣幸蔵 松浦錠平   | 大木雪享 | 高島平   |
| 第39話 | 6月29日        | ABAYO（後編）              | 山本優            | 中野健治 松浦錠平   | 塩沢洪世 | 高島平   |

## 放送局
放送日時は個別に出典が提示されているものを除き1981年11月中旬 - 12月上旬のものとする。
| 放送地域       | 放送局         | 放送時間                                                                                      | 備考                                                                   |
| -------------- | -------------- | --------------------------------------------------------------------------------------------- | ---------------------------------------------------------------------- |
| 関東広域圏     | テレビ東京     | 火曜 18:00 - 18:30 火曜 17:55 - 18:25                                                         | 制作局                                                                 |
| 大阪府         | テレビ大阪     | 火曜 17:55 - 18:25                                                                            |                                                                        |
| 北海道         | 北海道文化放送 | 土曜 7:30 - 8:00                                                                              | 放送期間は1981年10月3日から1982年6月26日まで、 キー局より3日先行放送。 |
| 山形県         | 山形テレビ     | 火曜 17:30 - 18:00                                                                            |                                                                        |
| 宮城県         | 仙台放送       | 月曜 16:30 - 17:00                                                                            |                                                                        |
| 福島県         | 福島中央テレビ | 金曜 17:45 - 18:15（1982年8月20日 - 1983年4月1日） 土曜 7:45 - 8:15（1983年4月9日 - 5月28日） | 最終話は、日曜 6:15 - 6:45に放送                                       |
| 新潟県         | 新潟総合テレビ | 金曜 16:55 - 17:25                                                                            |                                                                        |
| 富山県         | 富山テレビ     | 金曜 16:00 - 16:30                                                                            |                                                                        |
| 石川県         | 石川テレビ     | 金曜 6:42 - 7:10（1982年2月頃） ↓ 土曜 6:45 - 7:15（1982年4月頃）                             |                                                                        |
| 福井県         | 福井テレビ     | 金曜 16:40 - 17:10                                                                            |                                                                        |
| 静岡県         | 静岡放送       | 土曜 17:15 - 17:45                                                                            |                                                                        |
| 中京広域圏     | 中京テレビ     | 土曜 8:00 - 8:30                                                                              |                                                                        |
| 奈良県         | 奈良テレビ     |                                                                                               |                                                                        |
| 岡山県・香川県 | 岡山放送       | 金曜 16:00 - 16:30                                                                            |                                                                        |
| 広島県         | 中国放送       | 月曜 17:30 - 18:00                                                                            |                                                                        |
| 福岡県         | 福岡放送       | 土曜 18:00 - 18:30                                                                            |                                                                        |
| 熊本県         | テレビ熊本     | 木曜 17:30 - 18:00                                                                            |                                                                        |

### 打ち切られた局
| 放送地域 | 放送局     | 放送時間           | 備考                     |
| -------- | ---------- | ------------------ | ------------------------ |
| 兵庫県   | サンテレビ | 金曜 18:30 - 19:00 | テレビ大阪の開局による。 |
| 京都府   | KBS京都    | 木曜 18:30 - 19:00 | テレビ大阪の開局による。 |

### 関西地方での放送
関西では当初、サンテレビ、KBS京都で放送されていたが、1982年3月にキー局のテレビ東京系列のテレビ大阪が開局。それに伴い、テレビ大阪へ放送半ばにして移動。開局当初のテレビ大阪は視聴地域が限られ、多くの難民を生み出した。その後のJ9シリーズの核となる大アトゥーム計画及び、キャラとしては人気の高かったカーメン・カーメン編を視聴できないファンが数多く存在した。シリーズ次作のバクシンガーもテレビ大阪で放送。第3作目のサスライガーから、テレビ大阪にやや遅れてとはいえ、サンテレビ、KBS京都で再び放送される様になった。

## 商品展開
タカトクトイスより、一部差替で三形態を再現した合金アイテム『ブライガー超変形』が発売されている。また、オリジナルの中間形態変形をするスタンダード版や組換変形のチープトイも発売されている。
『トイジャーナル』1982年2月号によると、スポンサーのタカトクトイスは1981年の年末商戦で「『ブライガー』が大ヒットし、当社としては対前年150%を記録できた」としている。また同誌によると同年末商戦でタカトクが同時期、スポンサーをしていた『戦国魔神ゴーショーグン』や『ヤットデタマン』より売れたそうである。
玩具以外の関連商品としては、プラモデルがマークから発売されている。全高13センチ前後で価格は300円とガンプラの主力商品だった1/144スケールの商品仕様に合わせてあり、その上外箱の大きさも同価格のガンプラと同じだった。変形はしないものの全身各部の関節が可動する。同価格のガンプラには存在しなかった腰部分の回転軸を備えており、取らせられるポーズの幅が当時としてはかなり広く、アニメ雑誌や模型誌等での紹介では「オープニングの金田アクションも再現可能」という、やや大げさなあおり文句でこの特徴がうたわれていた。特徴的な手のかぎ爪も付け根で開閉できるため、付属のブライソードを握らせることも可能だった。なおガンプラでの流行を意識した「リアルカラー」版も発売された。これは成型色や塗装指定がプラモデルオリジナルのものになっているだけで商品自体は全く同一で、価格も300円だった。この他に「J9ベース2」という商品名の、子供向けプラモデルの定番だった秘密基地がモチーフの商品も同社から発売されている。また、1つ100円で、3形態それぞれのプラモも発売されていた。
文具関連の商品は、セイカノートから発売された。後番組の『銀河烈風バクシンガー』の文具は、セイカのライバル企業のショウワノートが製造・販売している。

## ビデオ
VHSはカルチュア・パブリッシャーズ（発売）とビームエンタテインメントより発売。そのほかLD、DVD、Blu-rayも発売された。

## ゲームでの登場
本作はゲーム『スーパーロボット大戦α外伝』・『スーパーロボット大戦GC(XO)』・『スーパーロボット大戦NEO』に登場している。制作当時、キッド役の塩沢兼人は故人であり、アイザック役の曽我部和恭は引退していたため、それぞれ山崎たくみと置鮎龍太郎が代役として声を当てている。また、GC(XO)では「自分達の活躍を聞き、それにあやかって『J9』をチーム名にしている異星人」という形で、原作では600年後と800年後の未来の人間である続編『銀河烈風バクシンガー』の銀河烈風隊や『銀河疾風サスライガー』のJJ9チームと出会っている。『第3次スーパーロボット大戦α』では、直接登場しないがエンディングで暗にJ9の存在を示唆する台詞がある。

## 関連書籍・パロディなど
ソノラマ文庫「銀河旋風ブライガー」山本優 （朝日ソノラマ1984年刊）
シリーズ構成・脚本を手がけた山本優による小説。
アニメ最終話からの続きとなる内容で、太陽系を抜けてバーナード星系へ向かったJ9のその後を描いている。アニメ本編では分かりづらかった時間経過が、今作ではJ9結成から太陽系を離れるまでの期間が約2年と明確にされている。各キャラの年齢設定もアイザック22歳、キッド及びボウィー20歳、お町18歳となっている。
アニメ文庫19「銀河旋風ブライガーJ9ファン集合！」（朝日ソノラマ1982年刊）
アニメ第1話〜第37話のあらすじ紹介、38・39話のアフレコ台本、キャラ・メカ等の設定資料・ラフ画等を収録した資料本。
ロマンアルバムデラックス59「銀河旋風ブライガー」（徳間書店1984年刊）
アニメ全話のあらすじ紹介、キャラ・メカ等の設定資料・ラフ画、スタッフ声優陣のコメント等を収録したムック。
銀河熱風オンセンガー（ソニー・マガジンズ 1999年刊）
音楽を担当した山本によるパロディ小説。元々はファンクラブの機関誌『檸檬倶楽部』に連載していたもの。世界観などは、まったく異なっている。
銀河熱風オンセンガー（ワーナーパイオニア 1988年発売）
上記の小説のテーマソング。歌のイントロ部に、ブライガーのオープニング曲を意識したナレーション（鈴置洋孝）が付く。シングル「おぢさんシンドローム」のカップリングに収録された。